# Peter Jonsson (Bååt)
Peter Jonsson (Bååt), död på 1300-talet, var en riddare och ett riksråd under 1300-talet. Han tillhörde ätten Bååt men kallade sig själv emellanåt Bonde, i sin ungdom Haak. Peter Jonsson var farbror till Erengisle Sunesson (Bååt).

## Biografi
Peter Jonsson (Bååt) var son till Jon. Han deltog 4 juni 1322 som väpnare och riksråd vid kung Magnus rådsmöte i Telge hus. Han var från 27 maj 1324 till 30 september 1336 fogde på Viborgs slott. Peter Jonsson blev 21 juli 1336 riddare vid Magnus Erikssons kröning. Han vistades fram till 1339 på Viborgs slott och nämns för sista gången i en handling 1342.
1320 hade han sänts till Finland för att överta Viborgs län som då ännu förvaltades av en fogde trogen Birger Magnusson. Han blev därefter kvar i Finland som hövitsman på Viborgs slott och deltog bland annat i framförhandlandet av Nöteborgstraktaten.
Han omnämns som släkting 27 maj 1324 till väpnaren Elof Bengtsson (vingad pil eller flygande skäkta), till Svanvik.

### Egendom
Peter Jonsson ägde gods i Värend och Östergötland och ägde troligen Flishult i Näsby socken. Han bytte 13 juli 1314 jord med Riseberga kloster.

### Familj
Peter Jonsson var troligen gift med Kristina Hemmingsdotter Tanne, dotter till väpnaren Hemming Tanne. De fick troligen sonen väpnare Jon Petersson (Bååt). Efter Peter Jonssons död gifte Kristina Hmmingsdotter Tanne om sig med väpnaren Jöns Brudsson (lejonansikte).